# اومینکو وقتی که آن‌ها گریه می‌کنند
اومینکو وقتی که آن‌ها گریه می‌کنند (ژاپنی: うみねこのなく頃に هپبورن: Umineko no Naku Koro ni, انگلیسی: Umineko When They Cry ,ت.ت. "وقتی که مرغان دریایی گریه می‌کنند") یک مجموعه رمان تصویری دوجین سافت ژاپنی می‌باشد که توسط سونث اکسپنژن تولید شده است. اولین قسمت آن در اوت ۲۰۰۷ در همایش کومیکت ۷۲ برای ویندوز منتشر شد. داستان این رمان متمرکز بر ۱۸ نفر بر روی یک جزیرهٔ دورافتاده به مدت دو روز است و قتل‌های اسرارآمیزی که در این دو روز بر آنها رخ می‌دهد. خواننده‌های این رمان برای اینکه تشخیص دهند این قتل‌ها توسط انسان انجام شده یا توسط موجودات فراطبیعی، و همچنین روش‌ها و انگیزهٔ پشت آنها، به چالش کشیده می‌شوند. هشت قسمت اصلی این رمان به دو دستهٔ چهارتایی تقسیم شده‌اند که به عنوان سومین و چهارمین سری در مجموعهٔ وقتی که آن‌ها گریه می‌کنند شناخته می‌شوند. سری اول و دوم این مجموعه، رمان تصویری هیگوراشی وقتی که آن‌ها گریه می‌کنند می‌باشد.
اسکوئر انیکس، ایچیجینشا، کادوکاوا شوتن و اسکی مدیا ورکس مانگاهای مختلفی را از روی رمان منتشر کردند. از روی این رمان همچنین یک مجموعه تلویزیونی انیمه نیز تولید شده که از ژوئیه تا دسامبر ۲۰۰۹ پخش شد. ریوکیشی۰۷ مجموعه رمان‌های دیگری نیز نوشت که توسط کودانشا باکس منتشر شد. یک بازی مبارزه‌ای با عنوان اومینکو: گلدن فانتزیا نیز در دسامبر ۲۰۱۰ توسط سونث اکسپنژن منتشر شد.

## گیم پلی
اومینکو وقتی که آنها گریه می‌کنند یک رمان تصویری معمایی جنایی است و از این رو داستان آن عمدتاً از طریق روایت‌ها و دیالوگ‌های متن‌محور بازگو می‌شود که با عناصر بصری و صوتی همانند تصاویر دو بعدی شخصیت‌ها، موسیقی پس‌زمینه و جلوه‌های صوتی مکمل شده است. سونث اکسپنژن از این رمان به عنوان نوعی «رمان صوتی» یاد می‌کند؛ چرا که بیشتر تمرکز بازی مبتنی بر خلق جو و حالت محیط به وسیلهٔ عناصر صوتی می‌باشد تا جنبه‌های بصری. نسخهٔ اصلی رمان شامل هیچ صداگذاری برای شخصیت‌ها نیست. اومینکو تقریباً سراسر داستانی خطی و غیر منشعب است و شامل هیچ تعاملی با بازی نمی‌شود (یعنی نمی‌توان شخصیت‌ها را کنترل کرد)؛ با این حال قسمت آخر این رمان، افول جادوگر طلایی از این قاعده مستثنی است و بخش‌های کوچکی از آن نیاز به تعامل خواننده دارد. علاوه بر پیشروی در خواندن متن، خوانندگان می‌توانند به بخش «نکات» بازی نیز دسترسی پیدا کنند. این بخش شامل اطلاعاتی تکمیلی دربارهٔ شخصیت‌ها و داستان می‌باشد. هر قسمت همچنین شامل دو مؤخره می‌باشد که به‌طور پشت سر هم قفل‌گشایی می‌شوند و ادامهٔ داستان اصلی می‌باشند که اغلب شامل نکات مهمی هستند.
اومینکو با وجود کمبود عناصر تعامل با بازی، همانند یک بازی میان نویسنده و خوانندهٔ آن توصیف شده، همراه با اینکه درجهٔ سختی برای هر قسمت، در بخش توضیحات آن آورده شده است. این درجه مربوط به میزان دشواری معماهای هر قسمت است که خواننده باید فعالانه تلاش کند این معماها را حل کند. چندی از عناصر داستانی در طول داستان معرفی می‌شوند تا به خوانندگان همراه با قهرمان داستان در حل معماها کمک کنند.

## داستان

### طرح داستان

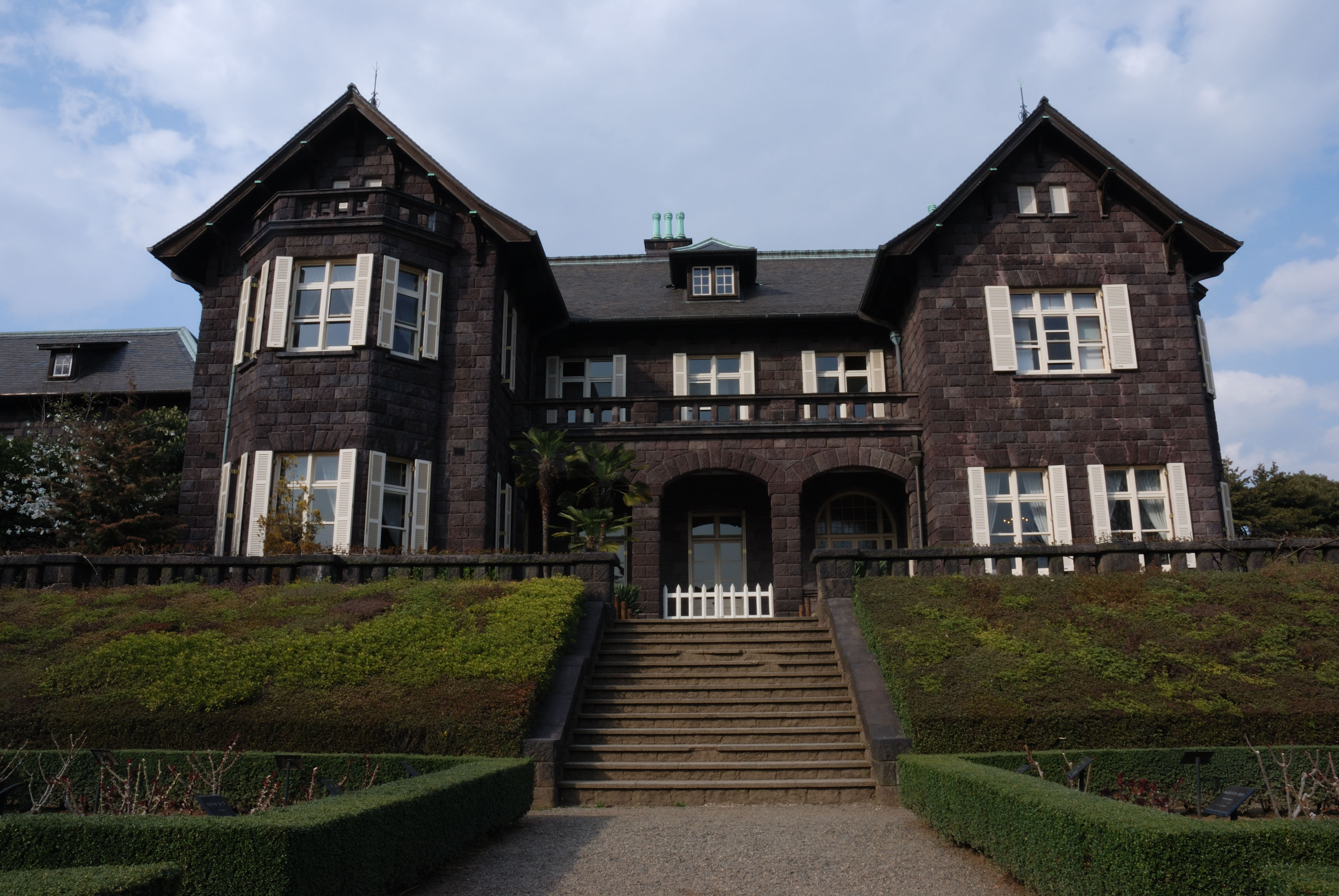
عمارت باغ کیو-فوروکاوا در کیتا، توکیو که خروجی مهمان خانهٔ روکنجیما بر اساس آن است.

داستان در ۴ اکتبر ۱۹۸۶ و در جزیرهٔ خصوصی روکنجیما (六軒島 Rokkenjima)، یکی از جزایر ایزو و در نزدیکی نییجیما، شروع می‌شود؛ جایی که خانوادهٔ ثروتمند اوشیرومیا جمع شده‌اند تا دربارهٔ تقسیم دارایی‌های متعلق به سرپرست بیمار خانواده، کینزو، صحبت کنند. نوهٔ کینزو، باتلر (Battler)، پس از شش سال غیبت دوباره با افسانهٔ «جادوگر طلایی» بئاتریچه آشنا می‌شود؛ جادوگری که ظاهراً ده تن طلا به کینزو داد تا او بتواند وضعیت مالی خانواده‌اش را دوباره به وضع اولش برگرداند. در کنار پرترهٔ جادوگر، سنگ نبشته‌ای معما مانند وجود دارد که اعتقاد بر این است که با حل آن می‌توان به ده تن طلای شایعه شده و سرپرستی خانواده رسید. تیفون جزیره را درمی‌نوردد و ۱۸ نفر را در جزیره نگه می‌دارد و قتل‌هایی اسرارآمیز هماهنگ با سنگ نبشته رخ می‌دهد؛ اغلب به طوری که به نظر می‌رسد انجام این قتل‌ها برای یک انسان ناممکن است.
در پایان بازی اول، جادوگر ظاهراً همه را می‌کشد و زنده می‌کند. باتلر که از تصدیق وجود جادو امتناع می‌کند، ظاهراً به برزخ فرستاده می‌شود، که از آنجا اتفاقات روکنجیما می‌تواند دیده شود. او در قسمت‌های بعدی و در بازی‌های منطق و استدلال با بئاتریچه رقابت می‌کند. در هر قسمت، قتل‌ها به شیوه‌های مختلفی انجام می‌شوند و باتلر باید این قتل‌ها را با ترفندهای انسانی توضیح دهد. در طول داستان باتلر به تدریج می‌فهمد که جادو تزئین واقعیت با فانتزی است که توسط بعضی افراد به عنوان مکانیسم مقابله با شرایط دشوار زندگی استفاده می‌شود و اینکه چطور این به بئاتریچه مربوط است.
در نسخهٔ اصلی رمان تصویری، به این خاطر که خواننده باید شخصاً اسرار قتل‌ها را بیابد و اهمیت اینکه حقیقت در روایت داستان درون جعبهٔ گربه گنجانده شده، راه حل و چگونگی انجام قتل‌ها هرگز کاملاً واضح بیان نمی‌شود. با این حال در دو قسمت آخر اقتباس مانگا، هویت واقعی بئاتریچه فاش می‌شود. بئاتریچه در واقع فرزند نامشروع کینزو، سایو یاسودا است که نقش دو تا از خدمتکاران خانواده را نیز بازی می‌کند: کانون و شانون. سایو در نه سالگی به عنوان یک خدمتکار برای خانوادهٔ اوشیرومیا، کارش را شروع می‌کند؛ با این حال توسط خدمتکاران بزرگتر طرد می‌شود و به همین خاطر با استفاده از «جادو» برای خودش دوستان خیالی خلق می‌کند. سایو همچنین به دلیل عدم موفقیت در ایجاد خصوصیات جنسی معمول زنانه در دوران بلوغ، دچار آشفتگی جنسیتی شدید می‌شود. سایو همچنین در کودکی با باتلر دوست صمیمی شده و به او علاقه‌مند می‌شود؛ اما احساساتش را در دوران غیبت باتلر سرکوب می‌کند و سرانجام به عنوان شانون با پسرعمهٔ او، جورج، وارد رابطه می‌شود. دخترعموی باتلر، جسیکا، نیز به کانون علاقه‌مند می‌شود که سایو تا اندازه‌ای می‌خواست مقابله به مثل کند.
با کمک و راهنمایی گِنجی، سرخدمتکار خانواده، سایو معمای سنگ نبشته را حل می‌کند و به ده تن طلای افسانه‌ای و مقادیر عظیمی از مواد منفجرهٔ زیر جزیره دسترسی پیدا می‌کند. هم طلا و هم مواد منفجره باقیمانده‌های یک پایگاه نظامی قدیمی مربوط به دوران جنگ جهانی دوم بودند. این پایگاه در ارتباط با ایتالیایی‌ها بود. سایو همچنین ارتباط خودش را با کینزو می‌فهمد و از این طریق پی می‌برد که رابطه با باتلر، جسیکا یا جورج، زنا با محارم خواهد بود. سایو در حالی که به ناامیدی رانده و از گناهان خانوادهٔ اوشیرومیا بیزار می‌شود، او شروع به برنامه‌ریزی برای اجرای خود-دیگرکشی عظیم با استفاده از منابعی که در اختیار دارد می‌کند. چند سناریوی احتمالی به عنوان نامهٔ داخل بطری به دریا انداخته می‌شود با این امید که شاید کسی در آینده بتواند حقیقت را بفهمد، که پایه و اساس دو قسمت اول این بازی را تشکیل می‌دهد. برنامه‌های سایو سرانجام با انفجار مواد منفجره به پایان می‌رسد که باعث می‌شود تمام مدارک و شواهد از بین بروند و فقط قصه‌های ساختگی آنها برجای بماند. در همین حال، سایو قادر به پذیرش این روش عمل نیست و این امکان را برای شخصی دیگر، به دلخواه خودش باتلر، به وجود می‌آورد تا معمای سنگ نبشته را حل کرده و او را متوقف کند.
در واقعیت، در روز کنفرانس خانوادگی اکتبر ۱۹۸۶، معمای سنگ نبشته توسط بزرگسالان خانواده حل می‌شود و به این ترتیب، برنامهٔ سایو به انجام نمی‌رسد. با این حال، بحثی بر سر مالکیت ده تن طلا پیش می‌آید و پدر و مادر باتلر، ردولف و کیریه، خانوادهٔ اوشیرومیا را قتل‌عام می‌کنند. عمهٔ باتلر، اِوا، پس از کشتن ردولف و کیریه در دفاع از خود، زنده می‌ماند. سایو و باتلر نیز زنده می‌مانند؛ اما سایو با غرق کردن خود در دریا خودکشی می‌کند. باتلر در تلاش برای نجات سایو، خود دچار آسیب مغزی شده و هویتش را فراموش می‌کند؛ اما خاطرات تکه‌تکه شده‌اش را نگه می‌دارد. او هویت جدیدی به نام تویا هاچیجو می‌گیرد و تلاشهایش برای به هم پیوستن حقیقت آن حادثه، او را به نوشتن داستان‌های بازی‌های بعدی سوق می‌دهد، که به صورت نبردهای او با بئاتریچه در برزخ نشان داده می‌شود.

### آرک‌های داستان

#### اومینکو وقتی که آن‌ها گریه می‌کنند
اومینکو وقتی که آنها گریه می‌کنند (うみねこのなく頃に, ت.ت. وقتی که مرغان دریایی گریه می‌کنند) متشکل از چهار قسمت اول مجموعه است. این چهار قسمت به «آرک‌های سؤال» معروفند و جو داستان و معماهای آن را معرفی می‌کنند. هر یک از این آرک‌ها، آرک‌های قبلی را نیز دربردارد.
قسمت ۱: افسانهٔ جادوگر طلایی (Legend of the Golden Witch) (۲۰۰۷)
این قسمت بازیکن را با صحنه‌ها و عناصر اصلی داستان آشنا می‌کند؛ در همین حین نشان می‌دهد که اعضای خانوادهٔ اوشیرومیا دارند برای گرد هم آمدن در کنفرانس سالانهٔ خانوادگی‌شان به روکنجیما می‌روند. بازیکن با هریک از ۱۸ نفری که بر روی جزیره هستند (ازجمله خانوادهٔ اوشیرومیا و خدمتکاران عمارت) و همچنین افسانهٔ جادوگر طلایی، بئاتریچه، آشنا می‌شود. همچنانکه داستان ادامه می‌یابد، ساکنان جزیره به قتل می‌رسند و اعضای خانواده توسط نامه‌هایی که ادعا شده از جانب جادوگر بئاتریچه است، مورد تمسخر و طعنه قرار می‌گیرند. در این نامه‌ها بئاتریچه مسئولیت قتل‌ها را بر عهده می‌گیرد و اعلام می‌کند که قصد دارد همه چیز خانوادهٔ اوشیرومیا را باز پس بگیرد.
قسمت ۲: نوبت جادوگر طلایی (Turn of the Golden Witch) (۲۰۰۷)
این قسمت «جهان ماوراء» (meta-world) را معرفی می‌کند؛ جایی که باتلر زندانی شده تا طی نبردی با استفاده از استدلال پیچیده با جادوگر بئاتریچه مبارزه کند. در این قسمت، قتل‌ها به شیوه‌های دیگری تکرار می‌شود و بئاتریچه به عنوان فرد نوزدهم به جزیره می‌آید. این قسمت عناصر خیالی داستان را نیز معرفی کرده و بر روابط جورج و جسیکا با خدمتکاران عمارت، کانون و شانون متمرکز می‌شود.
قسمت ۳: ضیافت جادوگر طلایی (Banquet of the Golden Witch) (۲۰۰۸)
قسمت سوم قتل‌ها را دوباره تکرار می‌کند، ولی با تمرکزی ویژه بر اِوا اوشیرومیا، اولین دختر کینزو. برخلاف دو قسمت قبل، بزرگسالان به‌طور جدی تلاش می‌کنند تا معمای سنگ نبشته را حل کنند. اِوا در این کار موفق می‌شود و ده تن طلای مخفی را پیدا می‌کند؛ اما شخصیت جادوگر او با نام بئاتریچه قتل‌ها را ادامه می‌دهد.
قسمت ۴: اتحاد جادوگر طلایی (Alliance of the Golden Witch) (۲۰۰۸)
این قسمت خواهر باتلر، اِنجه، را به عنوان قهرمان دوم داستان معرفی می‌کند؛ کسی که به خاطر بیماری نتوانست در کنفرانس خانوادگی شرکت کند و از فاجعهٔ کشتار روکنجیما در امان ماند و توسط تنها بازماندهٔ فاجعه، اوا، به فرزند خواندگی پذیرفته شد. این قسمت متمرکز بر زندگی اِنجه در پسایند حادثه و رابطهٔ او با ماریا و جادو از طریق دفتر خاطرات ماریا می‌باشد. انجهٔ سال ۱۹۹۸، تصمیم می‌گیرد به مسافرتی برود تا حقیقت روکنجیما را کشف کند؛ همچنانکه اتفاقات گیم بورد بئاتریچه برای بار چهارم تکرار می‌شود.

#### چیرو
اومینکو وقتی که آنها گریه می‌کنند، چیرو (Umineko no Naku Koro ni Chiru うみねこのなく頃に散, ت.ت. وقتی که مرغان دریایی گریه می‌کنند، پراکندگی) نیمهٔ دوم داستان را روایت و عمیقتر هستهٔ معما را کاوش می‌کند؛ در همین حال سرنخ‌های بیشتری راجع به حقیقت روکنجیما را در اختیار بازیکن می‌گذارد. چیرو شامل چهار قسمت بعدی بوده و این قسمت‌ها به «آرک‌های پاسخ» معروفند. هر آرک در این مجموعه، شامل تمام آرک‌های قبلی چیرو می‌باشد.
قسمت ۵: سرانجام جادوگر طلایی (End of the Golden Witch) (۲۰۰۹)
این قسمت ارباب جدید بازی را معرفی می‌کند: جادوگر لامبدادلتا. جادوگری دیگر، به نام برنکاستل کنترل اصلی انسان‌ها را در بازی به دست می‌گیرد. او مهمان جدیدی برای جزیره را معرفی می‌کند: اریکا فورودو در شکل کارآگاه، که قتل‌ها را از دید «معما» مشاهده می‌کند، برخلاف باتلر که دیدگاه «ضد فانتزی» داشت. این قسمت همچنین توجه ویژه‌ای بر ناتسوهی دارد که تماس‌های تلفنی تهدید کننده‌ای از طرف «مردی از ۱۹ سال پیش» دریافت می‌کند.
قسمت ۶: طلوع جادوگر طلایی (Dawn of the Golden Witch) (۲۰۰۹)
باتلر اوشیرومیا که ارباب جدید بازی شده، در این قسمت موظف شده که گیم بورد خودش را بسازد تا درک خود را از بازی‌های بئاتریچه نشان بدهد. همانند قسمت دوم، برنامهٔ جادوگر طلایی، این قسمت نیز بر روابط میان زوج‌های عاشق متمرکز می‌شود و همچنین بئاتریچهٔ دوباره متولد شده‌ای را معرفی می‌کند که در تلاش است تا بفهمد او قبلاً چه کسی بوده است.
قسمت ۷: مرثیهٔ جادوگر طلایی (Requiem of the Golden Witch) (۲۰۱۰)
این قسمت یک واقعیت موازی را نشان می‌دهد که در آن باتلر به کنفرانس خانوادگی سال ۱۹۸۶ نمی‌آید، جادوگر طلایی وجود ندارد، و یک بچهٔ اسرارآمیز سرپرست از قبل تعیین شدهٔ خانوادهٔ اوشیرومیا می‌باشد. قهرمان اصلی این قسمت، ویلیارد اچ. رایت (Williard H. Wright) است؛ کسی که از طرف برنکاستل موظف شده حقیقت پشت بئاتریچه را برملا کند. این قسمت دربارهٔ گذشتهٔ بعضی از شخصیت‌ها از جمله کینزو و کسی که می‌بایست بئاتریچه باشد، کاوش می‌کند.
قسمت ۸: افول جادوگر طلایی (Twilight of the Golden Witch) (۲۰۱۰)
آخرین قسمت بر اِنجه اوشیرومیا متمرکز می‌شود. اِنجه که در تلاش برای کشف حقیقت حادثهٔ روکنجیما است، این شانس را دارد که به عنوان یک بچهٔ شش ساله همراه با باتلر به روکنجیما برود. برخلاف قسمت‌های قبلی، این قسمت مستلزم تعامل مستقیم از طرف بازیکن است که به بازیکن اجازه می‌دهد صحنه‌های اضافی را قفل گشایی کند یا بین دو پایان داستان، یکی را انتخاب کند.

## آرک‌های مانگا

پوستر اولین جلد مجموعه مانگای اومینکو وقتی که آن‌ها گریه می‌کنند، آرک افسانۀ جادوگر طلایی؛ منتشر شده توسط گان‌گان کامیکس در ۲۱ ژوئن ۲۰۰۸.

فهرست جلدها و بخش‌های مانگای رسمی مجموعه به تفکیک هر قسمت.

### افسانۀ جادوگر طلایی
| 1. "روکنجیما" (六軒島) 2. "افسانۀ جادوگر" (魔女伝説 Majo Densetsu) 3. "جادوگر طلایی" (黄金の魔女 Ōgon no Majo) 4. "سنگ‌نبشتۀ طلایی" (黄金の碑文 Ōgon no Hibun) 5. "نامه‌ای از طرف جادوگر" (魔女からの手紙 Majo Kara no Tegami) |

| 1. "قول ابدی" (永遠の約束 Eien no Yakusoku) 2. "شب اول ۱" (第一の晩① Daiichi no Ban Ichi) 3. "شب اول ۲" (第一の晩② Daiichi no Ban Ni) 4. "قربانیان جادوگر" (魔女の生贄 Majo no Ikenie) 5. "جادوگر بی‌شکل" (姿なき魔女 Sugatanaki Majo) |

| 1. "جادوگر نامرئی" (見えざる魔女 Miezaru Majo) 2. "اوا vs ناتسوهی" (絵羽 VS 夏妃 Eba VS Natsuhi) 3. "باتلر vs اوا" (戦人 VS 絵羽 Batora VS Eba) 4. "شب دوم ۱" (第2の晩① Daini no Ban Ichi) 5. "شب دوم ۲" (第2の晩② Daini no Ban Ni) 6. "کانون vs بئاتریچه" (嘉音VS魔女 Kanon VS Beatorīche) |

| 1. "طرز تفکر شطرنج" (チェス盤思考 Chesuban Shikō) 2. "محاصره" (籠城 Rōjō) 3. "پراکندگی" (離散 Risan) 4. "نفاق" (不和 Fuwa) 5. "سرزمین طلایی" (黄金郷 Ōgonkyō) 6. "مهمانی چای —قسمت ۱—" (お茶会 Ochakai) 7. "مهمانی چای پنهان —؟؟؟؟—" (裏お茶会 Ura Ochakai) |

### نوبت جادوگر طلایی
| 1. "رؤیایی در پایین آب" (水の底で見る夢 Mizu no Soko de Miru Yume) 2. "مبلمان" (家具 Kagu) 3. "جادوگر" (魔女 Majo) 4. "مهر و موم" (刻印 Kokuin) 5. "عشق" (恋 Koi) 6. "چیزی که دیده نشده" (視えない、もの。 Mienai, Mono.) |

| 1. "جشنوارهٔ مدرسه" (学園祭 Gakuensai) 2. "نپذیرفتن" (拒絶 Kyozetsu) 3. "مادر و دختر" (母娘 Hahako) 4. "مبارزه آغاز می‌شود" (開戦 Kaisen) 5. "جادوگر کوچک" (小さき魔女 Chiisaki Majo) 6. "واگذاری" (屈服 Kuppuku) |

| 1. "نظریهٔ شطرنج" (チェス盤理論 Chesuban Riron) 2. "اثبات شیطان ۱" (悪魔の証明 Akuma no Shōmei) 3. "اثبات شیطان ۲" (悪魔の証明 2 Akuma no Shōmei Ni) 4. "هالووین برای ماریا مبارک." 5. "شمشیر مبلمان" (家具の刃 Kagu no Yaiba) 6. "قانون جدید" (新しいルール Atarashii Rūru) |

| 1. "ضدحملهٔ باتلر" (戦人反撃 Batora Hangeki) 2. "معمای گرگ‌ها و گوسفندها" (狼と羊のパズル Ōkami to Hitsuji no Pazuru) 3. "ناپدید شدن جسد" (遺体消失 Itai Shōshitsu) 4. "قرمز دست‌نیافتنی" (届かぬ赤 Todokanu Aka) 5. "آینهٔ روحانی" (霊鏡 Reikyō) |

| 1. "سوگند ابدی" (永遠の誓い Eien no Chikai) 2. "پایان نمایش" (終劇 Shūgeki) 3. "ضیافت" (宴 Utage) 4. "مهمانی چای —قسمت ۲—" (お茶会 Ochakai) 5. "مهمانی چای پنهان —؟؟؟؟—" (裏お茶会 Ura-ochakai) |

### ضیافت جادوگر طلایی
| 1. "جادوگر بی‌پایان" (無限の魔女 Mugen no Majo) 2. "به خانه خوش آمدی" (おかえり Okaeri) 3. "اثبات شیطان" (悪魔の証明 Akuma no Shōmei) 4. "مصمم بودن" (執念 Shūnen) 5. "اعتراف" (告白 Kokuhaku) |

| 1. "کووادوریان" (九羽鳥庵 Kuwadorian) 2. "مبلمان vs هفت خواهر" (家具VS七杭 Kagu VS Nanakui) 3. "نبرد جادویی" (魔法大戦 Mahō Taisen) 4. "شروط پیروزی" (勝利条件 Shōri Jōken) |

| 1. "برآورده شدن آرزو" (悲願成就 Higan Jōju) 2. "مراسم جانشینی" (継承式 Keishō-shiki) 3. "جدایی" (決別 Ketsubetsu) 4. "حسادت یک زن" (女の嫉妬 Onna no Shitto) |

| 1. "مبلمان جدید" (新しき家具 Atarashiki Kagu) 2. "جادوی بازجان‌بخشی" (反魂魔法 Hangon Mahō) 3. "فروپاشی درونی" (内部崩壊 Naibu Hōkai) 4. "جادوگر بی‌پایان حقیقی" (真なる無限の魔女 Shin Naru Mugen no Majo) |

| 1. "باتلر vs اوا" (戦人 VS エヴァ Batora VS Eva) 2. "حقیقت قرمز" (赤き真実 Akaki Shinjitsu) 3. "مهمان ناخوانده" (招かれざる客 Manekarezaru Kyaku) 4. "مهمانی چای —قسمت ۳—" (お茶会 Ochakai) 5. "مهمانی چای پنهان —؟؟؟؟—" (裏お茶会 Ura-ochakai) |

### اتحاد جادوگر طلایی
| 1. "عقاب تک‌بال" (独羽の鷲 Ichiwa no Washi) 2. "جادو" (魔法 Mahō) 3. "این همان تک عنصر است." (それは一なる元素 Sore wa Ichi Naru Genso) 4. "حقیقت همچون یک زیبابین است." (真実は万華鏡のように Shinjitsu wa Mangekyō no Yō ni) |

| 1. "بئاتریچه" (ベアトリーチェ Beatorīche) 2. "ماریاژ سورسیر" (マリアージュ・ソルシエール Mariāju Sorushiēru) 3. "دو پروانه" (二羽の蝶 Niwa no Chō) 4. "معجزهٔ جادو" (魔法の奇跡 Mahō no Kiseki) 5. "از سرگیری" (再開 Saikai) |

| 1. "آغاز ماجرا" (開幕 Kaimaku) 2. "مادر" (母 Haha) 3. "پایان رؤیاپردازی" (白昼夢の終わり Hakuchūmu no Owari) 4. "ساکوتارو" (さくたろう Sakutarō) 5. "اولین شب" (第一の晩 Daiichi no Ban) |

| 1. "اهریمن" (魔 Ma) 2. "وارث آینده" (次期当主 Jiki Tōshu) 3. "عزم راسخ" (絶対の決意 Zettai no Ketsui) 4. "مبارزه" (攻防 Kōbō) |

| 1. "پایان ضیافت" (宴の終焉 Gishiki no Shūen) 2. "مأموریت" (使命 Shimei) 3. "گناه" (罪 Tsumi) 4. "باتلر اوشیرومیا؟" (右代宮ばトラ? Ushiromiya Batora?) |

| 1. "بدون عشق نمی‌تواند دیده شود." (愛がなければ視えな Ai ga Nakereba Mienai) 2. "سیاه و سفید" (白と黒 Shiro to Kuro) 3. "سرانجام" (決着 Kecchaku) 4. "انجه اوشیرومیا" (右代宮 縁寿 Ushiromiya Enje) 5. "مهمانی چای —قسمت ۴— بخش ۱" (お茶会EP4-Tea party-前編 Ochakai EP4 Tea party Zenpen) 6. "مهمانی چای —قسمت ۴— بخش ۲" (お茶会EP4-Tea party-後編 Ochakai EP4 Tea party Kōhen) 7. "مهمانی چای پنهان —؟؟؟؟—" (裏お茶会-???- Ura-ochakai) |

### سرانجام جادوگر طلایی
| 1. "قول" (約束 Yakusoku) 2. "جادوی بازجان‌بخشی" (反魂の魔法 Hangon no Mahō) 3. "یک معمای مناسب" (正式なミステリー Seishiki na Misuterī) 4. "ابرهای توفانی" (暗雲 An'un) 5. "بازدید کننده" (訪問者 Hōmonsha) |

| 1. "کارآگاه" (探偵 Tantei) 2. "سنگ‌نبشته" (碑文 Hibun) 3. "آنهایی که رسیدند" (辿り着きし者 Tadoritsukishi Mono) 4. "اشک‌ها" (涙 Namida) 5. "انگشتر" (指輪 Yubiwa) 6. "بازی برای دو نفر" (二人のゲーム Futari no Gēmu) |

| 1. "اولین شب" (第一の晩 Daiichi no Ban) 2. "امتیاز ویژهٔ کارآگاه" (探偵権限 Tantei Kengen) 3. "ده گُوِۀ نابودکنندۀ جادوگر ۱" (魔女を貫く十の楔① Majo o Tsuranuku Jū no Kusabi Ichi) 4. "ده گُوِۀ نابودکنندۀ جادوگر ۲" (魔女を貫く十の楔② Majo o Tsuranuku Jū no Kusabi Ni) 5. "ده گُوِۀ نابودکنندۀ جادوگر ۳" (魔女を貫く十の楔③ Majo o Tsuranuku Jū no Kusabi San) |

| 1. "سرانجام" (決着 Kecchaku) 2. "استنباط و راستی‌آزمایی" (推理と検証 Suiri to Kenshō) 3. "کمد" (クローゼット Kurōzetto) 4. "کیش‌مات" (チェックメイト Chekkumeito) |

| 1. "حقایق مختلف ۱" (異なる真実 Kotonaru Shinjitsu) 2. "حقایق مختلف ۲" (異なる真実（2） Kotonaru Shinjitsu Ni) 3. "ختم دادگاه" (閉廷 Heitei) |

| 1. "اقرار" (告白 Kokuhaku) 2. "مهمانی چای —قسمت ۵—" (お茶会-EP5 Tea party- Ochakai EP5 Tea party) 3. "مهمانی چای پنهان —؟؟؟؟— بخش ۱" (裏お茶会-???-（1） Ura-ochakai Ichi) 4. "مهمانی چای پنهان —؟؟؟؟— بخش ۲" (裏お茶会-???-（2） Ura-ochakai Ni) |

### طلوع جادوگر طلایی
| 1. "ششمین بازی" (第6のゲーム Dairoku no Gēmu) 2. "جوجه" (雛 Hina) 3. "اعتراف" (告白 Kokuhaku) 4. "موجودیت بئاتو" (ベアトの存在 Beato no Sonzai) |

| 1. "گُوِه‌های حقیقت آبی" (青き真実の楔 Aoki Shinjitsu no Kusabi) 2. "همچنانکه هر کدام رشد می‌کنند" (それぞれの成長 Sorezore no Seichō) 3. "تفسیری متفاوت از جادو" (別の解釈の魔法 Betsu no Kaishaku no Mahō) 4. "محاکمۀ عاشقان" (愛し合う者たちの試練 Aishiau Monotachi no Shiren) |

| 1. "آغاز" (幕開け Makuake) 2. "ارادۀ مطلق" (絶対の意思 Zettai no Ishi) 3. "دوزخ عشق" (恋の地獄 Koi no Jigoku) 4. "دو در یک" (二人で一人 Futari de Hitori) |

| 1. "امتیازات ویژۀ کارآگاه و مقدمۀ جادو" (探偵権限と魔法の前提 Tantei Kengen to Mahō no Zentei) 2. "نبرد قرمز و ابی" (赤と青のバトル Aka to Ao no Batoru) 3. "تکبر و تله" (驕りと罠 Ogori to Wana) 4. "شکافی ریز" (小さな綻び Chiisana Hokorobi) |

| 1. "پاسخ باتلر" (戦人の応手 Batora no Ōshu) 2. "کشمکش بر سر ناپدید شدن باتلر" (戦人消失を巡る攻防 Batora Shōshitsu o Meguru Kōbō) 3. "تلۀ اریکا" (ヱリカの罠 Erika no Wana) 4. "پاداش پیروزی" (勝利へのご褒美 Shōri e no Gohōbi) |

| 1. "مراسم و یک دوئل" (婚儀と決闘 Kongi to Kettō) 2. "در یکی...." (ひとつに…。 Hitotsu ni....) 3. "غرور کارآگاه" (探偵のプライド Tantei no Puraido) 4. "فرجام" (決着 Kecchaku) 5. "مهمانی چای —قسمت ۶—" (お茶会 Ochakai) 6. "مهمانی چای پنهان —؟؟؟؟—" (裏お茶会-???- Ura-ochakai) |

### مرثیهٔ جادوگر طلایی
| 1. "دعوتنامه به بازی" (ゲームへの招待 Gēmu e no Shōtai) 2. "پرترهٔ بئاتریچه" (べアトりーチェの肖像 Beatorīche no Shōzō) 3. "حق تماشا کردن" (観劇者権限 Kangekisha Kengen) 4. "اقرار کینزو" (金蔵の告白 Kinzō no Kokuhaku) 5. "رویارویی در روکنجیما" (六軒島の出会い Rokkenjima no Deai) 6. "بار زیردریایی" (潜水艦の積荷 Sensuikan no Tsumini) 7. "چانه‌زنی" (駆け引き Kakehiki) 8. "طلا و جنون" (黄金と狂気 Ōgon to Kyōki) |

| 1. "جادوی طلایی" (黄金の魔法 Ōgon no Mahō) 2. "از سرگیری بازی" (ゲーム再開 Gēmu Saikai) 3. "ماریا و جادوگر" (魔女マリア Majo Maria) 4. "نظریۀ ویل" (ウィルの考察 Wiru no Kōsatsu) 5. "اعتراف جسیکا" (朱志香の告白 Jeshika no Kokuhaku) 6. "جادوگر در اتاق وی‌آی‌پی" (貴賓室の魔女 Kihinshitsu no Majo) |

| 1. "دو گواهی" (二つの証言 Futatsu no Shōgen) 2. "فرضیۀ ویل" (ウィルの推理 Wiru no Suiri) 3. "هویت لیون اوشیرومیا" (右代宮理御の正体 Ushiromiya Rion no Shōtai) 4. "آغاز همه چیز" (すべての始まり Subete no Hajimari) 5. "زندگی جدید" (新しい生活 Atarashii Seikatsu) 6. "تولد جنایتکار" (犯人の出生 Hannin no Shusshō) |

| 1. "یاسو و جادوگر" (ヤスと魔女 Yasu to Majo) 2. "تعامل داشتن با جادوگر" (魔女との交流 Majo to no Kōryū) 3. "روزهای در حال تغییر" (移り変わる日常 Utsuri Kawaru Nichijō) 4. "جادوی جادوگر" (魔女の魔法 Majo no Mahō) 5. "تجلی جادوگر" (魔女顕現 Majo Kengen) |

| 1. "پردیس طلایی" (黄金の理想郷 Ōgon no Risōkyō) 2. "جوابی که دنبالش بودند" (求めた答え Motometa Kotae) 3. "جادوگر و باتلر" (魔女と戦人 Majo to Batora) 4. "هنگام رنج" (試練の時 Shiren no Toki) 5. "در پایان محاکمه" (試練の果てに Shiren no Hate ni) |

| 1. "گلوله‌های عشق" (恋の芽 Koi no Me) 2. "راز سنگ‌نبشته" (碑文の謎 Hibun no Nazo) 3. "تلاش برای حل سنگ‌نبشته" (碑文への挑戦 Hibun e no Chōsen) 4. "پاسخ" (解明 Kaimei) 5. "روز سرنوشت" (運命の日 Unmei no Hi) |

| 1. "جادوگر باز می‌گردد" (魔女復活 Majo Fukkatsu) 2. "پایان فانتزی جادوگر" (魔女幻想の終焉 Majo Gensō no Shūen) 3. "خواب ابدی" (永遠の眠り Towa no Nemuri) 4. "سرانجام بازی، و سپس..." (ゲーム閉幕、そして…。 Gēmu Heimaku, Soshite...) |

| 1. "اولین روز قتل‌عام یک داستان متفاوت" (異なる展開、惨劇の初日へ Kotonaru Tenkai, Sangeki no Shonichi e) 2. "نقشۀ قتل جادوگر" (魔女の殺人計画 Majo no Satsujin Keikaku) 3. "قدرت جادویی طلا" (黄金の魔力 Ōgon no Maryoku) 4. "ردولف و کیریه" (留弗夫と霧江 Rudorufu to Kirie) |

| 1. "تسریع تراژدی" (加速する惨劇 Kasokusuru Sangeki) 2. "در پایان، بازمانده..." (決着、生き残るのは… Kecchaku, Ikinokoru no wa...) 3. "اتفاقی که آن روز افتاد" (あの日起った事 Ano Hi Okotta Koto) 4. "تقدیر اجتناب‌ناپذیر" (逃れ得ぬ運命 Nogareenu Unmei) 5. "در مسیر امید" (希望の先に Kibō no Saki ni) |

### افول جادوگر طلایی
| 1. "به سوی روکنجیما" (六軒島へ Rokkenjima e) 2. "انجهٔ ۶ ساله" (6歳の縁寿 Rokusai no Enje) 3. "طلا بازگردانده شد" (黄金の返還 Ōgon no Henkan) 4. "دلیلی برای زندگی" (生きる目的 Ikiru Mokuteki) 5. "بازگشت تشریفاتی" (返還式 Henkan-shiki) |

| 1. "مهمانی هالووین ۱" (ハロウィンパーティー（1） Harowin Pātī Ichi) 2. "مهمانی هالووین ۲" (ハロウィンパーティー（2） Harowin Pātī Ni) 3. "مهمانی هالووین ۳" (ハロウィンパーティー（3） Harowin Pātī San) 4. "مهمانی انسان‌ها و جادوگرها ۱" (人間と魔女の宴 Ningen to Majo no Utage) 5. "مهمانی انسان‌ها و جادوگرها ۲" (人間と魔女の宴（2） Ningen to Majo no Utage Ni) |

| 1. "پرسش برن" (ベルンの出題 Berun no Shutsudai) 2. "چالش برن" (ベルンの挑戦 Berun no Chōsen) 3. "مهمان دیرهنگام ۱" (遅れてきた来訪者 Okurete Kita Raihōsha) 4. "مهمان دیرهنگام ۲" (遅れてきた来訪者（2） Okurete Kita Raihōsha Ni) 5. "مهمان دیرهنگام ۳" (遅れてきた来訪者（3） Okurete Kita Raihōsha San) |

| 1. "جای پنجهٔ گربهٔ سیاه ۱" (黒猫の爪痕 Kuroneko no Tsumeato) 2. "جای پنجهٔ گربهٔ سیاه ۲" (黒猫の爪痕（2） Kuroneko no Tsumeato Ni) 3. "جای پنجهٔ گربهٔ سیاه ۳" (黒猫の爪痕（3） Kuroneko no Tsumeato San) 4. "جای پنجهٔ گربهٔ سیاه ۴" (黒猫の爪痕（4） Kuroneko no Tsumeato Yon) 5. "نبرد در عبادتگاه ۱" (礼拝堂の攻防 Reihaidō no Kōbō) 6. "نبرد در عبادتگاه ۲" (礼拝堂の攻防（2） Reihaidō no Kōbō Ni) |

| 1. "شهر کتاب‌ها" (図書の都 Tosho no Miyako) 2. "در سرزمین طلایی" (黄金郷にて Ōgonkyō nite) 3. "کتاب حقیقت واحد" (一なる真実の書 Ichi Naru Shinjitsu no Sho) 4. "نمایشی کوچک: ایکوکو هاچیجو" (interlude —八城幾子— interlude Hachijō Ikuko) |

| 1. "اقرار جادوگر طلایی ۱" 2. "اقرار جادوگر طلایی ۲" 3. "اقرار جادوگر طلایی ۳" 4. "قفس محدودیت‌ها" (しがらみの檻 Shigarami no Ori) |

| 1. "آخرین اطلاعیه" (最後通牒 Saigo Tsūchō) 2. "کارآگاه" (探偵 Tantei) 3. "آغاز خصومت‌ها" (開戦 Kaisen) 4. "رابطهٔ عشق-نفرت" (愛憎遊戯 Aizō Yūgi) 5. "تخطی" (蹂躙 Jūrin) |

| 1. "پس از نبرد" (激闘の果て Gekitō no Hate) 2. "مرگ" (死 Shi) 3. "بازجان‌بخشی" (反魂 Hangon) 4. "انتخاب انجه" (縁寿の選択 Enje no Sentaku) |

| 1. "در آنسوی دروازه ― تردستی، و سپس..." (扉の先に～手品～、そして。 Tobira no Saki ni Tejina, Soshite) 2. "در آنسوی دروازه ― جادو" (扉の先に～魔法～ Tobira no Saki ni Mahō) 3. "وقتی که مرغان دریایی گریه می‌کنند" (うみねこのなく頃に Umineko no Naku Koro ni) 4. "سرزمین طلایی" (黄金郷 Ōgonkyō) |